# Tape Five
Tape Five ist ein multinationales deutsches Musikprojekt, das 2003 von Songwriter und Produzenten Martin Strathausen gegründet wurde.
Tape Five produziert Musik in verschiedenen Stilen wie Swing, Electro Swing, Nujazz, Latin, Lounge, Dub, Trip-Hop, Chill-out und Electro. Während die ersten beiden Alben von Lounge, Nujazz, Swing und Latin geprägt waren, nahm Tape Five mit dem Album Tonight Josephine (2010) und Swing Patrol (2012) Einfluss auf die Electro-Swing-Bewegung. Das siebte Album The Roaring 2020s erschien am 25. Oktober 2019. auf dem Label SMARTY-MART-RECORDS The Roaring 2020s versteht sich als musikalische Screenshots der Retro-Moderne: Dixie-Klarinetten, mal uptempo R&B-Cover, mal Swing-Ballade, eine Hommage an das Brooklyn der good old days. Tape Five kooperierte mit verschiedenen Plattenfirmen: ChinChin Records (Deutschland), Rambling Records (Japan) und DigDis (Deutschland).

## Stil
Die Musik von Tape Five ist vom Stil der bedeutenden Jazz- und U-Musik-Komponisten des mittleren 20. Jahrhunderts geprägt. Die frühe Bossa-Nova-Phase der ersten beiden Alben lässt sich mit der Musik von Les Baxter, dem Erfinder der Exotica, vergleichen. Das zweite Album Bossa for a Coup weist Anklänge an den Quincy-Jones-Sound der 60er-Jahre auf. Der Titel Slow Serenade des vierten Albums Swing Patrol kann als eine Hommage an alte Glenn-Miller-Aufnahmen aus den 1930er-Jahren verstanden werden. So orientiert sich die Komposition am Schillinger-System, das bereits die The Andrews Sisters oder Benny Goodman nutzten.

## Beteiligte Musiker und Sänger
Martin Strathausen ist Multiinstrumentalist und realisiert seine Aufnahmen sowohl in Zusammenarbeit mit internationalen Musikern und Sängern (Deutschland, England, Italien, Frankreich, Rumänien, USA, Russland, Ukraine, Kamerun etc.) als auch mit lokalen Künstlern der Essener „Folkwang Universität der Künste“. Bislang wirkten unter anderen Henrik Wager, Dionne Wudu, Yuliet Topaz, Brenda Boykin, Iain Mackenzie, Gilda Rebello, Graziella, Mica Dulce (Gesang), Florian Esch, Jim Galakti (Trompete), Dimitrij Markitantov (Tenor- und Altsaxophon, Klarinette), Raphael Klemm, Juergen Fassbender (Posaune), Marcel Richard (Kontrabass), Alexander Weinstein (Schlagzeug), Sasha Berezhny (Querflöte) und Joerg Siebenhaar (Akkordeon) mit.

## Medien- und Live-Präsenz (Auswahl)
- Interviews bei WDR5 2006–2012[6]
- Interview bei Jazz on the Rocks, British Columbia, 2012
- Special bei Radio Berlin Brandenburg, RBB[7]
- Fernsehballett zum Song „Bad Boy Goodman“ bei Rai Uno, Italien 2011
- Der Song „Senorita Bonita“ in der brasilianischen TV-Serie „Viver a Vida“, 2010
- Live-Auftritt im Sud Club, Basel, Schweiz 2011[8]
- Live-Auftritt beim Utcazene Festival, Ungarn, 2011[9]
- Live-Auftritt beim Kaliningrad City Jazz Festival, Russland, 2012[10]
- Song im Werbespot für Coach Fashion, New York, 2011
- Song im Werbespot für Pantene Pro, Hong Kong, 2009
- Der Song „Dixie Biscuit“ beim Dansens Dag in Dänemark, 2013
- Live-Auftritt beim „Year of Germany in Brazil 2013“
- 7th Seoul Jazz Festival, Südkorea, 2013
- Moscow Stage Theatre, 2014
- Song in der US-Show „So You Think You Can Dance“, September 2014
- Philharmonie Essen, September 2014
- Song Bad Boy Good Man in der US-TV Show „So You Think You Can Dance“, September 2019

## Diskografie

### Alben
- 2003: Avenue du Gare (Vinyl), DigDis
- 2006: Swingfood Mood, Europäische Version, DigDis
- 2007: Swingfood Mood, Japan Edition, Rambling Records
- 2007: Swingfood Mood, US Edition, Watermusic Records
- 2007: Bossa for a Coup, ChinChin Records
- 2007: Bossa for a Coup, US Edition, Watermusic Records
- 2008: Swingfood Mood 2nd edition, DigDis
- 2010: Tonight Josephine!, ChinChin Records, Magic Records und Rambling Records
- 2012: Swing Patrol, ChinChin Records und Rambling Records
- 2014: Bossa for a Coup - Reloaded, Chinchin Records
- 2015: Circus Maximus, Chinchin Records (Veröffentlichung am 24. April 2015)
- 2017: Soiree Deluxe, Chinchin Records
- 2019: The Roaring 2020s, SMARTY-MART-RECORDS

### EPs und Maxis (Auswahl)
- 2010: Aerophon Maxi
- 2010: Tequila / Tintarella di Luna
- 2013: Geraldines Remixes
- 2014: Gipsy VIP
- 2017: Circus Maximus Aerophon RMX
- 2020: Get Down to Luna Park - The Shuffle Mixes, SMARTY-MART-RECORDS[11]
- 2021: Vintage FM (EP), SMARTY-MART-RECORDS[12]

### Kompilationen
Die Lieder von Tape Five sind auf etwa 1000 CD-Compilations (Stand: Februar 2015) zu finden: z. B. Cafe del Mar, Campari Lounge, Smile Style, Big City Bar, Shanghai Lounge, Claude Challe Select, Fashion District, La Dolce Vita, Jazz Lounge, Swing Mania, Erotic Lounge, Funky Plush, Big Bang Club, Electro Swing Revolution, sowie auf Electro-Swing-CDs des französischen Labels Wagram Music.